# Becky Buhay
Rebecca Buhay (11 février 1896 – 16 décembre 1953), mieux connue sous le nom de Becky Buhay, parfois Beckie ou Buhay-Ewen, est une militante syndicale et organisatrice syndicale canadienne. Elle est une dirigeante du Parti communiste du Canada (PCC), parmi de nombreuses autres organisations de gauche.

## Jeunesse (1896-1917)
La famille de Buhay est originaire d’East End, à Londres. Elle vient évidemment d’une famille de gauche : enfant, elle fréquente l’école socialiste du dimanche, rejoint le Parti travailliste indépendant avec son frère alors qu’ils sont tous deux enfants et étudie Marx dès ses plus jeunes années.
Venue au Canada d'Angleterre en 1912 ou 1913, la famille de Buhay s’installe à Montréal. C’est là que Buhay travaille aux Studios Rice, une entreprise de photographie qui se taillera plus tard une renommée locale pour la photographie de hockey de James Rice, son propriétaire.
La première organisation de gauche à laquelle adhère Buhay à Montréal est le Parti socialiste du Canada, mais elle le quitte quand il devient clair pour elle que ce parti s’intéresse davantage aux débats idéologiques qu’à l’action politique. Puis elle rejoint le Parti social démocratique du Canada.
Buhay est d'origine juive,,, bien que Toews décrive ses liens avec la communauté juive comme étant « très ténus ».

## New York (1917-1919)
De 1917 à 1919, Buhay rejoint les Travailleurs amalgamés du vêtement d’Amérique (ACWA) à New York, en tant qu’organisatrice et devient secrétaire du Parti socialiste d’Amérique. Elle est parfois considérée comme ayant fréquenté la Rand School of Social Science, un établissement d'enseignement socialiste de New York, mais cela est contesté,. Quoi qu’il en soit, Buhay quittera toutefois ensuite New York – la fin des années 1910 correspondant à l'apogée de la première Peur rouge et, en tant que membre de plusieurs organisations radicales, elle risque de se faire arrêter.
À son retour à Montréal en 1919, à la suite de la grève générale de Winnipeg, Buhay travaillera comme fonctionnaire à la One Big Union (OBU). Elle sera élue organisatrice lors de la première réunion de la section locale de Montréal, puis vice-présidente par la suite.

## Parti communiste du Canada
Bien que le Parti communiste du Canada (PCC) soit devenu une force marginale en politique canadienne au milieu du siècle dernier, durant les années 1920 et 1930, ce parti exerce une influence importante dans des domaines tels que « les droits des travailleurs, la liberté d’expression et les programmes de sécurité sociale ». Reiter décrit Buhay, au même titre qu’Annie Buller, comme étant l’une des « communistes les plus en vue à la fin des années 1920 et 1930 ». Toews mentionne que Buhay et Buller jouent des rôles très variés au sein du PCC : « elles voyagent partout où le Parti a besoin d’elles, travaillent comme éducatrices, organisatrices syndicales, organisatrices de levées de fonds, administratrices, membres de comités de direction, conférencières et rédactrices ».
Buhay adhère au PCC – ou plutôt au Parti des travailleurs du Canada, essentiellement une faction du PCC – en 1922, peu de temps après sa fondation en 1921. Elle occupe un « poste de direction » au sein du Parti communiste du Canada dans les années 1920-1930, et est l’une des trois seules femmes (les autres étant Florence Custance et Annie Buller) à siéger au Comité central du PCC au cours de cette période.
Au début des années 1920, Buhay, de même que Buller et plusieurs autres, participe à la fondation du Montreal Labour College, un établissement semblable à la Rand School qui offre une éducation socialiste sur un campus situé au 70, rue Jeanne-Mance, dans le quartier Ville-Marie, à Montréal,.
Buhay écrit régulièrement pour The Worker, l’organe officiel du PCC. Elle y publie de nombreux articles et vend des abonnements. En 1923, à l’occasion d’un des deux voyages qu’elle entreprend à travers le pays pour The Worker, Buhay organise une manifestation des épouses des mineurs de charbon en grève à Edmonton.
En 1929, Buhay se fait arrêter pour vagabondage au centre-ville de Toronto (à l’angle des rues Queen et Soho), lors d’une manifestation en faveur de la liberté d’expression. (Sa condamnation a par la suite été annulée.) Cette manifestation marque un épisode dans le cadre d’un mouvement de liberté d’expression plus large, mené par les communistes à la fin des années 1920, particulièrement à Toronto, à la suite de l’interdiction de sédition prévue par l’article 98,,. Continuant à lutter contre cet article 98, Buhay organise un rassemblement — qui à l’origine devait être un débat tenu contre Raymond Morand, un membre du gouvernement Bennett, mais dont Morand n’accepte pas l’invitation — contre cette mesure au début des années 1930.
Puis, en 1930, Buhay devient la responsable du Département des femmes du PCC, et c’est à ce titre qu’elle dirigera un voyage du Parti en Union soviétique.
Au début des années 1930, Buhay, ainsi qu’un certain nombre d’autres militants du PCC, est surveillée par la GRC.
Le 16 juillet 1931, elle épouse Tom Ewen, décrit comme un camarade de l’« élite » du PCC, à Buffalo. Ce mariage sera de courte durée : ils divorceront cinq ans plus tard.

## Organisation au sein des «industries du vêtement»
L’industrie canadienne du vêtement connait l’une des activités syndicales les plus importantes au pays dans les années 1930. Durant cette période, Buhay est dirigeante du Syndicat industriel des travailleurs du vêtement. En 1931, elle soutient dans The Worker que le PCC ne consacre pas suffisamment de ressources à l’organisation des femmes dans l’industrie du vêtement.